# Von der Börse
Von der Börse, op. 337, är en polka-francaise av Johann Strauss den yngre. Den framfördes första gången den 6 september 1869 i Pavlovsk i Ryssland.

## Historia
I april 1869 lämnade bröderna Johann och Josef Strauss hemstaden Wien i fem månader för den årliga sommarkonsertturnén till Ryssland. Den 4 september meddelade den tyskspråkiga tidningen St Petersburger Zeitung titlarna på de nyheter vilka Johann Strauss hade komponerat speciellt för konserten i Pavlovsk den september. Båda var polkor och hette Nje sabud menja (Glöm mig inte) och Im Walde von Pawlowsk (I Pavlovskskogarna). Konserten annonserades som en "avskedskonsert" trots att ytterligare konserter skulle följa under de återstående fem veckorna av säsongen. Polkorna spelades fyra gånger under konserten och det är därför överraskande att läsa vad St Petersburger Zeitung skrev i sin recension: "Även om polkan 'Nje sabud menja' sammanfattade kvällens aktuella tema mötte den föga entusiasm då den innehöll något delikat och sentimentalt som inte hade samma grad av attraktion [som de andra verken]."
När Strauss hade återvänt till Wien beslöt han att döpa om polkorna. Skogarna i Pavlovsk byttes ut mot de lokala skogarna i Krapfenwald: Im Krapfenwald'l (op. 336) och eftersom han inte kände sig bortglömd i Wien fick även polkan Nje sabud menja en ny titel. Då han var kontrakterad att komponera nya dansverk till Författare- och Journalistföreningen "Concordia" och deras bal, tog han helt enkelt den ryska polkan och döpte om den till Von der Börse (Från börsen). I Österrike och Wien var det redan på den tiden mycket diskussioner om den riskfyllda aktiebörsen och vilken inverkan den kunde få på vanliga medborgare. Prisfallet skulle i maj 1873 orsaka en stor börskrasch i Wien. 
"Concordia-balen" skulle egentligen ha ägt rum den 25 januari 1870 i det nybyggda Musikverein. Men några dagar innan bröt en brand ut och balen flyttades till Sofienbad-Saal. Förutom Johanns polkan uppfördes även Josef Strauss vals Nilfluthen (op. 275) och Eduard Strauss polka Stempelfrei (op. 56). Strauss förläggare C.A. Spina gjorde sig ingen brådska att publicera klaverutdraget som inte gavs ut förrän den 1 juni 1870. I Stockholm utkom den under titeln Fondbörs-Polka.

## Om polkan
Speltiden är ca 3 minuter och 16 sekunder plus minus några sekunder beroende på dirigentens musikaliska tolkning.